# Ifrikijja
Ifrikijja (arab. ‏إفريقية‎) to w średniowiecznej historii obszar obejmujący nadmorskie regiony obecnej zachodniej Libii, Tunezji i wschodniej Algierii podbity przez Arabów pod koniec VII w. Obszar Ifrikijji obejmował terytorialnie teren wcześniejszej rzymskiej prowincji Africa Proconsularis.

## Położenie i historia
Ifrikijja była otoczona od południa przez półpustynne tereny i słone bagna zwane Al-Dżarid. Powstała jako prowincja kalifatu w 698 po ostatecznym zdobyciu Kartaginy, stolicy egzarchatu, przez Hasana ibn Noman al-Ghasaniego. Inną nazwą było Maghreb el-Adna (Bliski Zachód). W różnych czasach władcy tego regionu podbili również Sycylię i lądowe części Włoch. Jego zachodnie granice ulegały nieustannym zmianom, choć zwykle dochodziły do Bidżaji. Stolicą było Kairuan w centralnej Tunezji.

## Władcy
- Aghlabidzi – arabska dynastia rządząca Ifrikijją w VII-IX wieku
- Fatymidzi – arabska dynastia kalifów, pod której władztwem Ifrikijja pozostawała w IX-X wieku
- Zirydzi – berberyjska dynastia rządząca Ifrikijją w X-XII wieku

## Znaczenie i pochodzenie nazwy
We współczesnym języku arabskim określenie to oznacza po prostu Afryka. Pochodzi od łacińskiego terminu Africa o niepewnym (berberyjskim, fenickim lub greckim) pochodzeniu.